# راوول فرنانديث
راوول فرنانديث (بالإسبانية: Raúl Fernández-Cavada Mateos) هو لاعب ناشئ في صفوف نادي ليفانتي الذي يلعب في الدرجة الأولى في الليغا الإسبانيّة.
راوول المولود في بيلباو 13 مارس 1988 تمّت إعارته إلى أكثر من فريق في الدرجة الثانية وهو حالياً يشـغل مركز حارس مرمى احتياطي للحارس الأوّل في النادي الباسكي العريق «غوركا إرايثوث».
لم تتح الفرصة لراوول الظهور في مباريات الدرجة الأولى بعد.

## روابط خارجية
- راوول فرنانديث على موقع الاتحاد الأوربي (الإنجليزية)
- راوول فرنانديث على موقع قاعدة بيانات كرة القدم.إي يو (الإنجليزية)
- راوول فرنانديث على موقع Soccerway.com (الإنجليزية)
- راوول فرنانديث على موقع AS.com (الإسبانية)